# Westville, Oklahoma
Westville är en ort i Adair County i delstaten Oklahoma, USA.